# Gertrude Schoepperle
Gertrude Schoepperle (* 15. Juli 1882 in Oil City, Pennsylvania; † 11. Dezember 1921 in Poughkeepsie, New York (Bundesstaat)) war eine US-amerikanische Romanistin  und Keltologin deutscher Abstammung.

## Leben und Werk
Gertrude Schoepperle studierte im Wellesley College, im Radcliffe College, dann in München, Paris (bei Ferdinand Lot, Joseph Bédier und Henri d’Arbois de Jubainville), sowie in Dublin.  Sie promovierte 1909 am Radcliffe College mit Teilen der Arbeit Tristan and Isolt. A study of the sources of the romance (Frankfurt a. M./London 1913, New York 1960, 1963, 1970). Von 1912 bis 1913 lehrte sie Deutsch an der New York University, von 1911 bis 1919 lehrte sie an der University of Illinois at Urbana-Champaign, wo sie mit einem Keltologie-Projekt scheiterte. Von 1919 bis 1921 lehrte sie Französisch am Vassar College.
Gertrude Schoepperle war vom August 1919 bis zu ihrem Tod verheiratet mit Roger Sherman Loomis.

## Weitere Werke
- (Hrsg. mit Andrew O'Kelleher) Betha Colaim chille. Life of Columcille, compiled by Manus O’Donnell in 1532, Urbana, Ill. 1918, Dublin 1994
- (Übersetzerin mit Myrrha Lot-Borodine) Lancelot et Galaad mis en nouveau langage, New York 1926